# Hlinsko
Pour les articles homonymes, voir Hlinsko (homonymie).
Hlinsko est une ville du district de Chrudim, dans la région de Pardubice, en Tchéquie. Sa population s'élevait à 9 577 habitants en 2024.

## Géographie
Hlinsko est arrosée par la Chrudimka, un affluent de l'Elbe, et se trouve dans les monts de Bohême-Moravie, à 23 km au nord de Žďár nad Sázavou, à 23 km au sud-sud-est de Chrudim, à 32 km au sud-sud-est de Pardubice et à 111 km à l'est-sud-est de Prague.
La commune est limitée par Včelákov, Holetín et Raná au nord, par Vojtěchov à l'est, par Jeníkov au sud-est, par Hamry et Studnice au sud, et par Vítanov et Vysočina à l'ouest. La commune de Hlinsko compte un quartier séparé, Chlum u Hlínska, limité par Vítanov au nord, par Studnice à l'est, par Krucemburk au sud et au sud-ouest, et par Ždírec nad Doubravou à l'ouest.

## Histoire
La première mention écrite de la localité date de 1349.

## Galerie

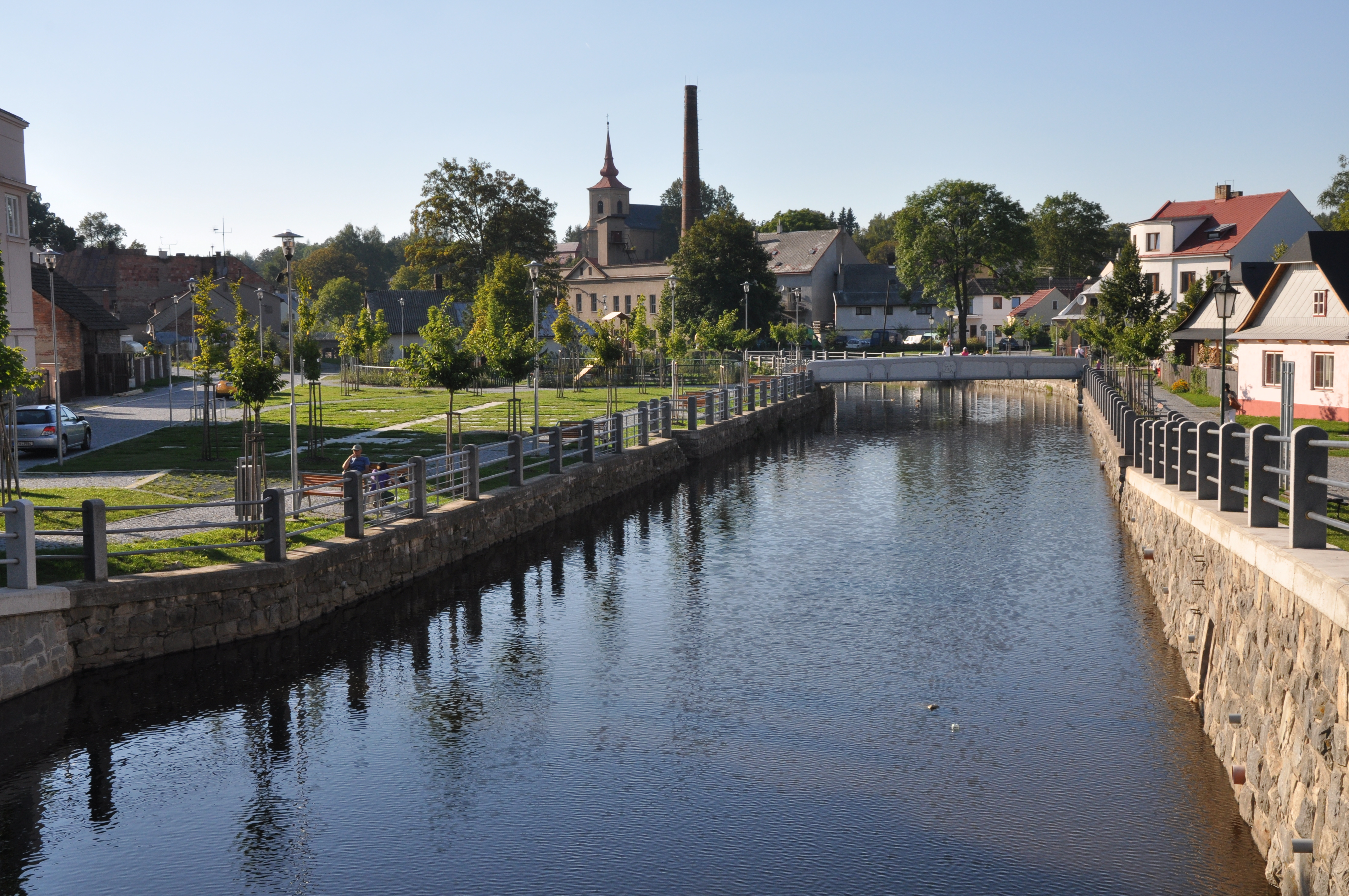
La Chrumdinka à Hlinsko.
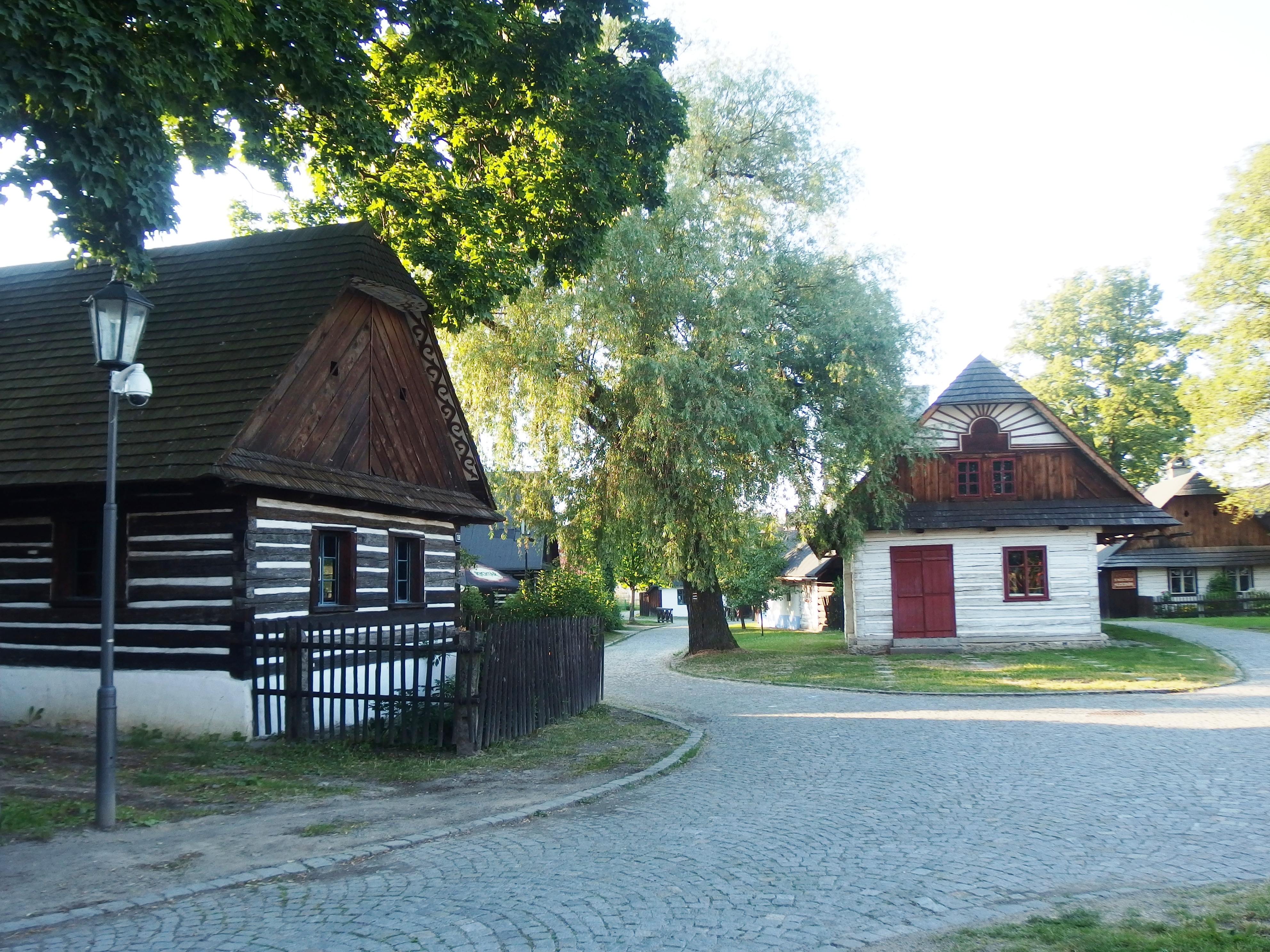
Architecture traditionnelle.

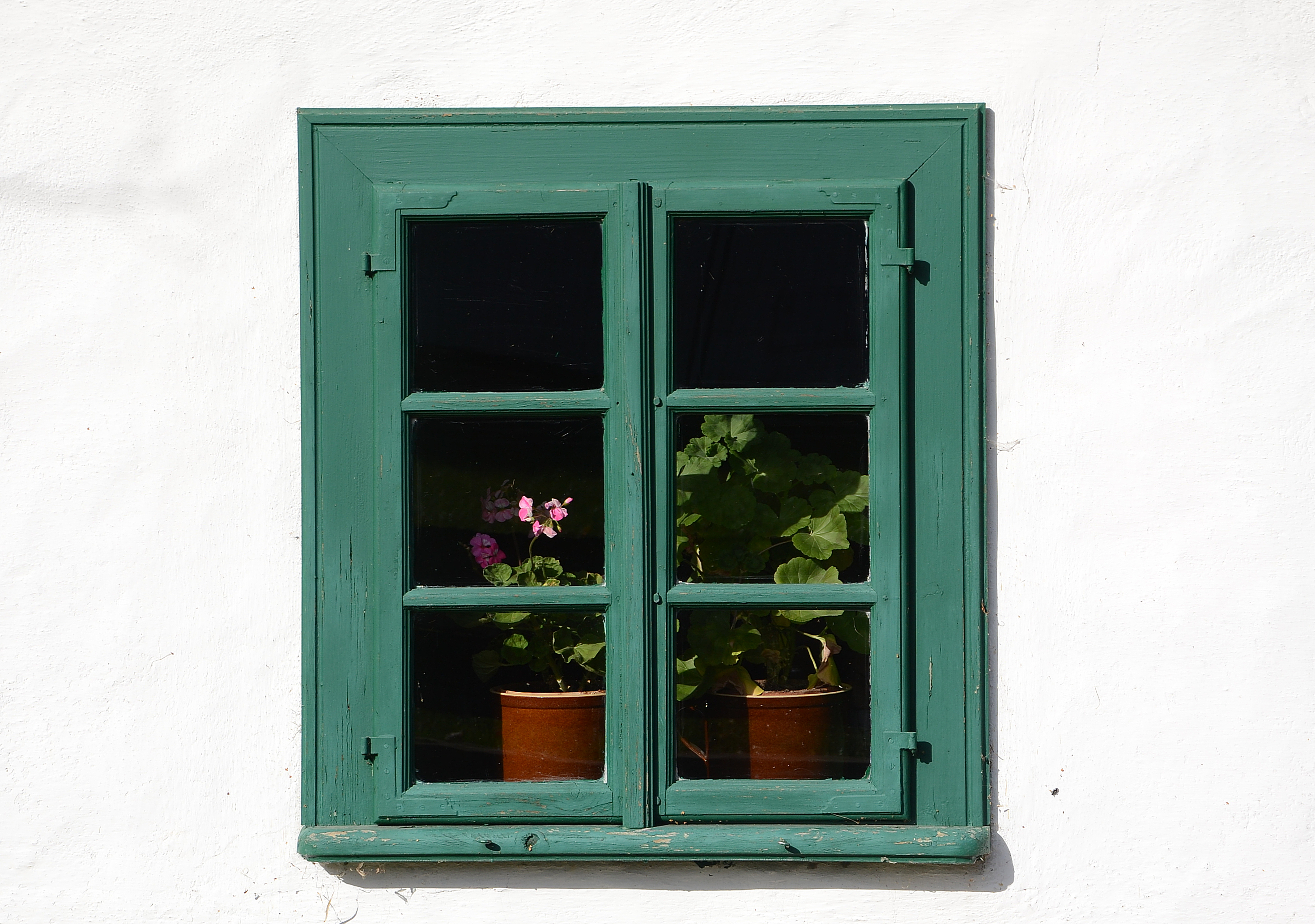
Une fenêtre à Muzeum v přírodě Vysočina (cs) vers Hlinsko. Octobre 2022.

## Population
Recensements (*) ou estimations de la population :
| 1869* | 1880* | 1890* | 1900* | 1910* | 1921* |
| ----- | ----- | ----- | ----- | ----- | ----- |
| 4 882 | 4 964 | 5 231 | 5 962 | 7 085 | 6 901 |

| 1930* | 1950* | 1961* | 1970* | 1980*  | 1991*  |
| ----- | ----- | ----- | ----- | ------ | ------ |
| 8 084 | 7 413 | 8 346 | 9 357 | 10 182 | 10 916 |

| 2001*  | 2011* | 2014  | 2015  | 2016  | 2017  |
| ------ | ----- | ----- | ----- | ----- | ----- |
| 10 543 | 9 903 | 9 916 | 9 895 | 9 831 | 9 759 |

| 2018  | 2019  | 2020  | 2021* | 2022  | 2023  |
| ----- | ----- | ----- | ----- | ----- | ----- |
| 9 697 | 9 677 | 9 642 | 9 271 | 9 416 | 9 596 |

## Administration
La commune est divisée en six sections :
- Blatno
- Čertovina
- Hlinsko
- Chlum
- Kouty
- Srní

## Transports
Par la route, Hlinsko se trouve à 15 km de Žďár nad Sázavou, à 29 km de Chrudim, à 40 km de Pardubice et à 143 km de Prague.

## Jumelages
- Civitella d'Agliano (Italie)
- Púchov (Slovaquie)
- Wognum (Pays-Bas)